# Мажуков Денис Олексійович
Денис Олексійович Мажуков (нар.. 2 січня 1973, Москва, СРСР) — російський піаніст та співак, композитор, виступає в жанрах rock-n-roll, boogie woogie, rhythm-n-blues.

## Біографія
Денис Мажуков народився в родині відомого радянського і російського композитора Олексія Сергійовича Мажукова (1936—2011), автора багатьох пісень радянської естради.
В 6 років він почав слухати платівки королеви госпел Махалії Джексон та Boogie Woogie boys (Pete Johnson, Albert Ammons, Meade «Lux» Lewis) і паралельно почав вчитися грати на фортепіано. У 9 років Денис Мажуков вперше почув Елвіса Преслі, а у віці 11 років — почав виступати в телепередачах, а в 14 років випустив міньйон на «Мелодії».
Закінчив естрадно-джазовий факультет по класу фортепіано Музичного училища імені Гнесіних, де його педагогом був Даниїл Крамер.
У 1984 році Денис Мажуков з власною пісенькою «Повітряна кулька», дебютує на телебаченні, у новорічній музичній програмі «Ласкаво просимо»
У 1985—1987 рр знімається на телебаченні у передачах «А ну-ка, дівчата!», «До 16 і старше…».
У 1988 році виходить його вініловий міньйон «Пісні Дениса Мажукова».
У 1989 році Денис Мажуков стає учасником ансамблю «Стара гвардія».
У 1993 році музиканта помічає лідер групи «Браво» Євген Хавтан та запрошує до складу своєї групи як піаніста-клавішника. Він бере участь у записі альбому «Московський біт» і повноцінно грає і співає в групі «Браво» протягом 1993—1994 років.
У 1994 році Денис Мажуков створює власну групу «Off Beat». Дебют артиста і його бенду, відбувся 12 серпня 1994 року в московському клубі «Аляб'єв». Перший склад групи складався з колишніх учасників групи «Браво»: Ігор Данилкін (барабани), Олексій Іванов (саксофон), Сергій Бушкевич (труба), Дмитро Гайдуков (бас-гітара).
У 1996 році, разом з музикантом Олексієм Блохіним, Мажуков на радіостанції «Юність», в ефірі «Молодіжного каналу» вів авторську музичну програму «Три правильних акорду» — про рок-н-рол та блюз.
Протягом 1997 року бере участь у концертах з Джеррі Лі Льюіс, Чаком Беррі, (як його піаніст), Лі Рокером. «Ти граєш так само, як я в молодості», — сказав Мажукову після виступу Джеррі Лі Льюїс.
У травні 2001 року Денис Мажуков вперше летить на гастролі до США, де дає концерт в залі «Міленіум» в Нью-Йорку. Потім, через кілька днів ще один концерт на Манхеттені в клубі Orange Bear.
Влітку 2004 року він їде до Польщі на фестиваль музики кантрі у місті Мронгово.
З 2006 року починає дуже активно гастролювати по Росії і по всьому світу, дає концерти в США, багато виступає в Європі.
У 2011 році, будучи в Мемфісі, Теннессі записав кілька рок-н-рольних композицій на студії «Sun Records».
Денис Мажуков — єдиний російський музикант, якого з 2011 року запрошують виступати на Європейських міжнародних фестивалях «Boogie Woogie» у Францію, Бельгію.
В серпні 2015 року Денис Мажуков виступав у статусі «хедлайнера» на закритті дев'ятиденного фестивалю рок-н-ролу в Європі «Summer Jamboree Rock-n-roll festival».

## Студійні альбоми
- 1987 — Пісні Дениса Мажукова
- 1995 — «ОффБит»
- 2001 — that's What I Am
- 2006 — Rockin' at the Top
- 2011 — Rockin' All Day and Night
- 2012 — Viva Las Vegas
- 2013 — The Best
- 2015 — Денис Мажуков
- 2016 — Rock-n-roll live in Mirande, France